# Черепашки-ниндзя (мультфильм)
«Черепа́шки-ни́ндзя» (англ. TMNT) — компьютерный, анимационный, супергеройский фильм 2007 года от режиссёра и сценариста Кевин Манро, являющийся четвёртым проектом в серии фильмов о Черепашках-ниндзя, вольным продолжением картины «Черепашки-ниндзя III» (1993) и первым полнометражным мультфильмом франшизы, в работе над которым приняли участие такие актёры, как: Крис Эванс, Сара Мишель Геллар, Мако, Кевин Смит, Патрик Стюарт, Чжан Цзыи и Лоренс Фишберн. События фильма разворачиваются после победы четырёх мутировавших черепах — Леонардо (Джеймс Арнольд Тэйлор), Рафаэля (Нолан Норт), Донателло (Митчел Уинтфилд) и Микеланджело (Микки Келли) — над их заклятым врагом Шреддером; разобщённым братьям предстоит вновь объединиться и преодолеть разногласия в команде, чтобы остановить древнее зло.
В 2000 году состоялся анонс разработки компьютерного анимационного фильма о Черепашках-ниндзя, режиссёром которого должен был выступить гонконгский и американский постановщик Джон Ву; тем не менее, проект попал в производственный ад, а Ву, в конечном итоге, покинул его и приступил к работе над другими фильмами. Вместо полноценных съёмок с актёрами создатели картины создавали её при помощи компьютерной графики, чтобы сократить расходы на производство; также, по их мнению, в анимационного формате легче воспринимался сюжет. Манро хотел отойти от устоявшегося развлекательного тона франшизы и привнести в повествование мрачность из оригинальных комиксов Кевина Истмена и Питера Лэрда. При создании боевых сцен команда вдохновлялась гонконгскими боевиками.
Премьера «Черепашек-ниндзя» в США состоялась 23 марта 2007 года; дистрибуцией занималась компания Warner Bros. Pictures. 29 марта Gold Scene выпустила фильм в Гонконге. «Черепашки-ниндзя» получили смешанные отзывы от критиков и собрали $95,6 млн по всему миру при бюджете в $34 млн. В 2009 году права на франшизу приобрела Nickelodeon, которая отменила планировавшиеся сиквелы и перезапустила киносерию в 2014 году с одноимённым художественным фильмом.

## Сюжет
В древние времена король-воин Юатль, ведя свои полчища к завоеванию мира, узнал о магических звёздах Кикана, которые каждые 3000 лет выстраивались в линию, открывая портал в параллельный мир. Открыв портал, военачальник обрёл бессмертие, однако четверо его собратьев-генералов обратились в камень. Ко всему прочему, на свободу вырвались тринадцать бессмертных монстров из измерения Тьмы, которые уничтожили армию Юатля и его врагов, обрекая короля-воина вечно скитаться по миру, неспособного ни умереть, ни забыть свою ужасную ошибку, в то время как монстры продолжили угрожать человечеству и с течением веков приобрели известность как мифические чудовища.
В настоящем времени команда Черепашек-ниндзя распалась после победы над Шреддером. Мастер Сплинтер отправил Леонардо тренироваться в Центральную Америку, где тот стал защитником одной деревни. Донателло начал работать IT-специалистом, а Микеланджело — аниматором на детских утренниках. Рафаэль в тайне от братьев продолжил бороться с преступностью в качестве костюмированного линчевателя под прозвищем Ночной всевидящий. Старая подруга Черепашек Эйприл О’Нил организовала бизнес по перевозке реликвий для коллекционеров при содействии своего молодого человека Кейси Джонса.
Эйприл оказывается по работе в Центральной Америке, где встречает Лео и сообщает ему, что каждый из его братьев пошёл своей дорогой. Затем она возвращается в Нью-Йорк со статуей для богатого магната Максимилиана Винтерса. Тот нанимает бывшего заместителя Шреддера Караи и её клан Фут для поимки тринадцати монстров, необходимых ему при открытии портала. В это время Кейси раскрывает тайну личности Рафа и присоединяется к нему в поимке преступников. Вскоре Винтерс, который на самом деле является Юатлем, оживляет своих четырёх каменных генералов при помощи передовых технологий его компании.
Лео возвращается в логово Черепах в канализации и воссоединяется со своей семьёй. Сплинтер запрещает сыновьям бороться с преступностью до тех пор, пока они не наладят командную работу. Во время тренировки Черепахи сталкиваются с одним из тринадцати монстров, Бигфутом. Вопреки приказу Сплинтера братья вступают в бой с чудовищем, с которым также сражаются ниндзя из клана Фут. В то время как Черепашки отвлекаются на клан Фут, каменные генералы захватывают Бигфута. На следующий день Сплинтер отчитывает своих сыновей за неповиновение. В дальнейшем Рафаэль навещает Кейси; они сталкиваются с ещё одним монстром вампиром Суккубором и становятся свидетелями его захвата кланом Фут и каменным генералом, которые замечают их. Им удаётся скрыться, однако Раф теряет сознание. Кейси и Эйприл выхаживают Рафа в своей квартире и вместе с остальными Черепашками устанавливают личность Юатля и его генералов. Придя в себя, Раф предлагает остановить Юатля, однако Леонардо отказывается предпринимать что-либо без одобрения Сплинтера. Таким образом, Раф решает провести расследование в одиночку.
Донателло обнаруживает, что следующий портал откроется над башней Винтерса, и Сплинтер советует Леонардо вернуть Рафаэля. Узнав, что Юатль намеревается превратить их обратно в людей и снять проклятие, которое дарует бессмертие, генералы затевают заговор против него. Перевоплотившись в Ночного всевидящего Раф приступает к патрулированию города. Лео выходит на след линчевателя и преследует его. В развернувшемся сражении Лео узнаёт, что под маской Всевидящего скрывается Раф, который в ярости ломает его мечи. Стыдясь того, что он едва не убил своего брата, Рафаэль убегает. Генералы захватывают ослабленного Лео и выдают его за тринадцатого монстра. Когда портал открывается, Юатль раскрывает обман и предательство своих подчинённых, в то время как Сплинтер и Черепашки при поддержке Кейси и Эйприл пробиваются через армию клана Фут в башню Винтерса и спасают Лео.
Отказавшись предать Юатля, Караи и ниндзя клана объединяют усилия с Эйприл и Кейси по поимке последнего монстра, тогда как Черепашки сражаются с генералами. Эйприл, Кейси и Караи доставляют в башню тринадцатого монстра, который врезается в генералов и те попадают в портал прежде, чем тот закрывается. Прежде чем уйти, Караи советует Черепашкам насладиться победой, так как вскоре им предстоит вновь встретиться с «призраками прошлого». Вновь ставший смертным Юатль благодарит героев за исполнение его желания и распадается в прах, оставляя лишь шлем, который Сплинтер помещает в свою коллекцию трофеев как напоминание о великом искуплении короля-воина. В конечном итоге Черепашки-ниндзя продолжают тайно защищать жителей Нью-Йорка.
Мы вместе живем, вместе тренируемся, вместе сражаемся, вместе боремся со злом. Мы — ниндзя. Мы бьем крепко, защищаем вас и исчезаем в ночи. И никакие злодеи и чудища этого не изменят. Вот что важно. И вот почему мы — братья! Да, классно быть черепахой!Рафаэль

## Роли озвучивали

Главные герои слева-направо: Микеланджело, Донателло, Сплинтер, Леонардо, Рафаэль, Эйприл и Кейси

- Джеймс Арнольд Тэйлор — Леонардо: самый дисциплинированный из братьев, лидер команды; вернулся в Нью-Йорк после тренировок в Центральной Америке.
- Нолан Норт — Рафаэль: самый вспыльчивый из братьев; тайно патрулирует город в качестве линчевателя под прозвищем Ночной всевидящий.
- Митчел Уинтфилд — Донателло: самый умный из братьев; работает IT-специалистом.
- Микки Келли — Микеланджело: самый весёлый и беззаботный из братьев; работает детским аниматором под псевдонимом Кавабанга Карл.
- Мако — Сплинтер: мутировавшая крыса, названный отец и сэнсэй Черепашек.
- Сара Мишель Геллар — Эйприл О’Нил: молодой археолог и подруга Черепашек, владеющая судоходной компанией.
- Крис Эванс — Кейси Джонс: молодой человек Эйприл и друг Черепашек, а также борец с преступностью.
- Патрик Стюарт — Макс Винтерс: бизнесмен, на самом деле являющийся бессмертным военачальником Юатлем, который хочет снять проклятие и исправить ошибки прошлого.
- Чжан Цзыи — Караи: бывший заместитель Шреддера и новый лидер клана Фут.
- Кевин Майкл Ричардсон — генерал Агила: лидер четвёрки генералов Юатля; его имя по-испански означает «орёл».
- Пола Маттиоли — генерал Серпьенте: одна из генералов Юатля; её имя по-испански означает «змея».
- Фред Таташор — Гато: один из генералов Юатля; его имя по-испански означает «кот».
- Джон Ди Маджо — полковник Сантино: лидер группы южноамериканских бандитов, который вымогает деньги у жителей деревни.
- Кевин Смит — повар в кафе, в котором Рафаэль сражается с Дьяволом из Джерси[7].
- Лоренс Фишберн — рассказчик.

## Производство

### Разработка
В 2000 году состоялся анонс разработки компьютерного анимационного фильма о Черепашках-ниндзя, режиссёром которого должен был выступить гонконгский и американский постановщик Джон Ву; тем не менее, проект попал в производственный ад, а Ву, в конечном итоге, покинул его и приступил к работе над другими фильмами. Исполнительный продюсер «Черепашек-ниндзя» и со-создатель персонажей Питер Лэрд подтвердил разработку первого полнометражного мультфильма во франшизе. По мнению режиссёра и сценариста проекта Кевина Манро, зрителям было бы легче «поверить в эту необычную историю» в таком формате. Продюсер Том Грей объяснил, что каждая последующая часть киносерии собирала в прокате меньше предшествующей, в связи с чем создатели решили сделать квадриквел анимационным фильмом; так например первый фильм заработал $135,2 млн при бюджете в $13,5 млн, а третий — $44 млн при бюджете в $21 млн. Разработка мультфильма началась в 2004 году, с истечением прав Orange Sky Golden Harvest на франшизу.

### Сценарий
Во время написания сценария к мультфильму Манро рассматривал различные идеи, включая адаптацию арки «Черепашки в космосе», однако, в конечном итоге, создатели решили выстроить сюжет вокруг воссоединения распавшейся семьи в Нью-Йорке. Манро хотел отойти от устоявшегося развлекательного и «кавабанговского» тона франшизы и привнести в картину мрачность из оригинальных комиксов, чтобы привлечь внимание более зрелой аудитории: «Я выбрал весьма специфический тон, сочетающий в себе экшен и комедию, что довольно необычно. Большинство людей хотели создать юмористический продукт. Полагаю, эта версия фильма сработала бы как надо, но мы хотели создать что-то выходящее за привычные рамки и показать, что анимация — это нечто большее, чем просто комичные животные, которые спотыкаются друг об друга и пускают газы!».
Манро хотел, чтобы при разработке дизайна и последующем рендеринге учитывался комиксный стиль. Караи была одним из его любимых персонажей, поэтому он настоял на её появлении в сюжете. Со-создатель Черепашек-ниндзя Питер Лэрд отметил, что события мультфильма разворачиваются в отдельной вселенной и не имеют отношения к предыдущим фильмам, однако Манро опроверг это утверждение и назвал анимационный фильм четвёртой частью киносерии; его слова подтверждаются в финальной сцене, где на стене в комнате Сплинтера можно заметить ключевые предметы из прошлых картин.

### Анимация
Разработка и предпроизводство «Черепашек-ниндзя» начались в июне 2005 года и проходили в лос-анджелесском филиале Imagi; компьютерная графика создавалась в Гонконге, после чего дорабатывалась в Голливуде. При моделировании видов Нью-Йорка арт-директор / концепт-художник Саймон Мертон уделил особое внимание Манхэттену и городским пейзажам: «Мы изучили кинематографические реплики из некоторых чёрно-белых фильмов 1940-х и 50-х годов. Я видоизменил освещение и окружающую среду, чтобы создать впечатление альтернативной реальности».
При создании боевых сцен аниматоры вдохновлялись гонконгскими боевиками. Режиссёр анимации Ким Оой отметил, что благодаря компьютерной графике он и его команда не были скованы ограничениями, присущими художественным фильмам. Сотрудники Imagi использовали программы Autodesk Maya и RenderMan от Pixar.

### Кастинг
Джим Каммингс был единственным актёром озвучивания мультфильма, который ранее принимал участие в озвучке других проектов франшизы, а именно мультсериала 1987 года. Также к съёмочной группе присоединились три актёра озвучивания игровой серии Ratchet & Clank — Майки Келли, Кевин Майкл Ричардсон и Джеймс Арнольд Тэйлор, которые подарили голоса Микеланджело, генерале Агиле и Леонардо.
Роль Сплинтера в «Черепашках-ниндзя» стала последней для Мако Ивамацу; о его назначении было объявлено на San Diego Comic-Con 20 июля 2006 года. Актёр умер на следующий день в возрасте 72 лет. Фильм посвящён его памяти. Несмотря на то, что в титрах единственным голосом Сплинтера значится Мако, Грег Болдуин озвучил большую часть его реплик; ранее ему уже приходилось имитировать голос Мако во время озвучивания оставшихся диалогов Айро в мультсериале «Аватар: Легенда об Аанге» (2005).

## Музыка
В 2007 году под лейблом Atlantic Records вышел официальный саундтрек к фильму под названием TMNT: Teenage Mutant Ninja Turtles.

## Релиз

### Маркетинг
В 2006 году на San Diego Comic-Con Warner Bros. представила панель «Черепашек-ниндзя»; на презентации компании был показан эксклюзивный тизер с голосом Сплинтера, тестовыми анимациями, концепт-артами, моделями персонажей, экшен-сценами и несколькими комедийными эпизодами. Организаторы конференции выдавали участникам буклеты с раскадровками и постеры с персонажами, проиллюстрированные художником комиксов Джеффом Мацудой.
В 2007 году по мотивам мультфильма вышел сопутствующий мерчендайз. В сети ресторанов быстрого питания McDonald’s игрушки по фильму продавались в комплекте с Happy Meal. Компания Playmates Toys выпустила линейку фигурок персонажей анимационного фильма. Стив Мёрфи написал новеллизацию по сценарию Манро, которую выпустило издательство Simon Spotlight. Компания Mirage Comics издала комикс-приквел из пяти выпусков.
В июле 2006 года состоялся выход трейлера к мультфильму, который впоследствии демонстрировался на сеансах картин «Гроза муравьёв» и «Дети без присмотра» в декабре того же года.

### Премьера
Американская премьера «Черепашек-ниндзя» состоялась 23 марта 2007 года; в то время как в США дистрибуцией мультфильма занималась компания Warner Bros. Pictures, в Гонконге за показ отвечала Golden Scene, а в других странах — The Weinstein Company. Изначально на территории США и Канада анимационный фильм должен был выйти 30 марта 2007 года, в 17-ю годовщину релиза первого фильма франшизы; эта же дата фигурировала в тизере-трейлере и на ранних постерах.

### Домашние издания
7 августа 2007 года анимационный фильм вышел на DVD, HD DVD и Blu-ray. В 2009 году «Черепашки-ниндзя» вошли в состав коллекционного издания со всеми четырьмя фильмами киносерии, релиз которого был приурочен к 25-летию франшизы.

## Восприятие

### Кассовые сборы
В премьерные выходные «Черепашки-ниндзя» возглавили американский прокат, обойдя такие картины, как «300 спартанцев» (самый просматриваемый фильм за предыдущие две недели), «Последняя Мимзи Вселенной», «Стрелок», «Гордость», «У холмов есть глаза 2» и «Опустевший город». С 23 по 25 марта 2007 г. фильм заработал $25,45 млн. Итоговые сборы «Черепашек-ниндзя» составили $95,6 млн, причём американский прокат продлился 91 день и охватывал 3120 кинотеатров, а величина прибыли составила более $54 млн.

### Критика
На агрегаторе рецензий Rotten Tomatoes рейтинг свежести мультфильма составляет 36 % на основе 121 рецензий. Консенсус сайта гласит: «Визуально „Черепашки-ниндзя“ смотрятся великолепно, однако как таковой сюжет отсутствует, а диалогам не хватает иронии и глупого остроумия, присущего ранним фильмам о персонажах». Metacritic, который выставляет оценки на основе среднего арифметического взвешенного, дал анимационному фильму 41 балл из 100 на основе 21 отзывов, что указывает на «смешанный» приём. Зрители, опрошенные CinemaScope, дали фильму среднюю оценку «A-» по шкале от A+ до F.
Клаудия Пуиг из USA Today высказалась о мультфильме негативно, с комментарием: «он пытается быть чем-то свежим, но для отведения внимания от приземлённого сюжета и глупых диалогов требуется нечто большее, чем несуразное название, пытающееся звучать круто». В своей рецензии Майкл Ордона из Los Angeles Times отметил, что «несмотря на кукольную мультяшность персонажей-людей, создатели фильма, по всей видимости, ожидают, что мы будем серьёзно воспринимать эту анимационную возню. Слишком серьёзно». Уэсли Моррис из Boston Globe назвал анимационный фильм «выпечкой из нездоровой пищи. Сюжет — обёртка. Экшен — маслянистый бисквит. А посыл — семья, семья, семья — обработанная сливочная начинка.
Тодд Гилкрист из IGN дал фильму положительную оценку, назвав его «весёлым и наполненным приключенческим экшеном; [он] понравится старым фанатам франшизы и привлечёт множество новых зрителей, благодаря лёгкому повествованию, добротной компьютерной графике, тщательно выстроенной последовательности и духу и энергии, которые могут дать только Черепашки».
Стивен Хантер из Washington Post пришёл к выводу, что фильм «прекрасен с технической точки зрения и довольно неплох, если не анализировать быстро устаревающую историю с сюжетными дырами и незавершёнными арками».
По словам Стивена Ри из The Philadelphia Inquirer, фильм «не настолько мрачный или страшный, чтобы отпугнуть большинство детей», и «обладает крутым нуарным стилем, что ставит его на несколько ступеней выше большинства детских продуктов».

### Награды
В 2008 году «Черепашки-ниндзя» получили номинацию на премию «Энни» в категории «за выдающиеся достижения в области раскадровки в художественном производстве». На 2-й церемонии награждения премии «Scream» фильм был удостоен номинации как «лучший супергеройский фильм».

## Видеоигры
В 2007 году компания Ubisoft выпустила две игры по мотивам мультфильма для различных игровых консолей. В том же году Overloaded создала мобильную игру TMNT: The Power of 4; издателем выступила uClick. Версии персонажей из фильма также доступны в файтинге Ubisoft для Wii и PlayStation 2 под названием Teenage Mutant Ninja Turtles: Smash-Up (2009); в качестве разблокируемого контента в игру добавлены иллюстрации из фильма.

## Отменённые продолжения
В 2007 году Кевин Манро заявил, что хотел бы снять продолжение мультфильма, в котором потенциально мог вернуться Шреддер. Манро запланировал трилогию. «Черепашки-ниндзя 2» должен был стать вольной адаптацией арки City At War из оригинальных комиксов Mirage. По сюжету, Микеланджело чувствовал себя изгоем, из-за чего присоединился к клану Фут, в то время как Черепахи отправились в Японию, где должны были столкнуться с Караи и Шреддером. В «Черепашках-ниндзя 3» планировалось появление Трицератонов, а также прибытие Технодрома из Измерения Икс. Манро хотел, чтобы Майкл Кларк Дункан озвучил лидера Трицератона, командира Мозара. Youtube-блоггер RebelTaxi отметил, что Imagi отказалась от производства сиквелов после увольнения Манро, а последовавший за этим кассовый провал мультфильма «Астробой» (2009) привёл к банкротству студии. Питер Лэрд поделился задумкой сделать следующее кино гибридом между фильмом с реальной съёмкой и CGI, создав Черепашек-ниндзя с помощью компьютерной графики, в то время как Сара Мишель Геллар и Крис Эванс сыграли бы живые воплощения Эйприл и Кейси. В 2014 году Nickelodeon перезапустила серию фильмов о Черепашках-ниндзя с одноимённой картиной.